# Új-zélandi férfi jégkorong-válogatott
Az Új-zélandi férfi jégkorong-válogatott Új-Zéland nemzeti csapata, amelyet az Új-zélandi Jégkorongszövetség (angolul: New Zealand Ice Hockey Federation) irányít. 1987-ben csatlakoztak a nemzetközi mezőnyhöz, amikor részt vettek az 1987-es jégkorong-világbajnokságon és a 27. helyen (3. hely a D csoportban) végeztek. Mai napig ez a válogatott legjobb eredményük.
Az Új-zélandi válogatott stabil szereplője a divízió II mezőnyének, ahol a B csoportban szerepel.

## Eredmények

### Világbajnokság
- 1920-1986 – Nem vett részt
- 1987 – 27. hely (3. a D csoportban)
- 1989 – 29. hely (5. a D csoportban)
- 1990-1994 – Nem vett részt
- 1995 – 39. hely (10. a C2 csoportban)
- 1996 – Nem jutott be (2. a D/1-es selejtezőben)
- 1997 – Nem jutott be (2. a nem hivatalos E csoportban)
- 1998 – 38. hely (6. a D csoportban)
- 1999 – 38. hely (3. a D csoportban)
- 2000 – 39. hely (3. a D csoportban)
- 2001 – 39. hely (5. a Divízió II A csoportban)
- 2002 – 43. hely (3. a Divízió II selejtezőben)
- 2003 – 41. hely (1. a Divízió III-ban)
- 2004 – 37. hely (5. a Divízió II B csoportban)
- 2005 – 38. hely (5. a Divízió II A csoportban)
- 2006 – 39. hely (6. a Divízió II B csoportban)
- 2007 – 41. hely (1. a Divízió III-ban)
- 2008 – 39. hely (6. a Divízió II B csoportban)
- 2009 – 41. hely (1. a Divízió III-ban)
- 2010 – 36. hely (4. a Divízió II B csoportban)
- 2011 – 32. hely (2. a Divízió II A csoportban)
- 2012 – 34. hely (6. a Divízió II/A csoportban)
- 2013 – 36. hely (2. a Divízió II/B csoportban)
- 2014 – 37. hely (3. a Divízió II/B csoportban)
- 2015 – 36. hely (2. a Divízió II/B csoportban)
- 2016 – 38. hely (4. a Divízió II/B csoportban)
- 2017 – 36. hely (2. a Divízió II/B csoportban)
- 2018 – 36. hely (2. a Divízió II/B csoportban)
- 2019 – 37. hely (3. a Divízió II/B csoportban)
- 2020 – Törölve a Covid19-pandémia miatt[1]
- 2021 – Törölve a Covid19-pandémia miatt[2]
- 2022 – Visszalépett[3]
- 2023 – 38. hely (4. a Divízió II/B csoportban)
- 2024 – 36. hely (2. a Divízió II/B csoportban)